# Périers-en-Auge
Périers-en-Auge är en kommun i departementet Calvados i regionen Normandie i norra Frankrike. Kommunen ligger i kantonen Dozulé som ligger i arrondissementet Lisieux. År 2022 hade Périers-en-Auge 121 invånare.

## Befolkningsutveckling
Antalet invånare i kommunen Périers-en-Auge
Referens:INSEE